# Jonathan Fumeaux
Jonathan Fumeaux (Sion, Suiza, 7 de marzo de 1988) es un ciclista suizo. Debutó en 2011 con el equipo Atlas Personal-Jakroo y en la temporada 2017 corrió con el equipo Roth-Akros antes de anunciar su retirada.

## Palmarés
2011
- 1 etapa del Gran Premio de Chantal Biya

2012
- 1 etapa del Tour de Alsacia

2016
- Campeonato de Suiza en Ruta

## Resultados en Grandes Vueltas
| Carrera | Carrera         | 2011 | 2012 | 2013 | 2014  | 2015 | 2016 | 2017 |
| ------- | --------------- | ---- | ---- | ---- | ----- | ---- | ---- | ---- |
|         | Giro de Italia  | —    | —    | —    | —     | —    | —    | —    |
|         | Tour de Francia | —    | —    | —    | —     | —    | —    | —    |
|         | Vuelta a España | —    | —    | —    | 142.º | —    | —    | —    |

—: no participa

Ab.: abandono